# Деалу Корни (Валча)
Деалу Корни (рум. Dealu Corni) насеље је у Румунији у округу Валча у општини Ладешти. Oпштина се налази на надморској висини од 303 m.

## Становништво
Према подацима из 2002. године у насељу је живело 48 становника, од којих су сви румунске националности.